# Christine Nöstlinger
Christine Nöstlinger, * 13. oktober 1936,  † 28. junij 2018, Dunaj, avstrijska pisateljica otroške in mladinske literature. Za svoja literarna dela je prejela veliko nagrad, med drugim tudi medaljo Hans Christian Andersen in mednarodno Spominsko nagrado Astrid Lindgren (ALMA).

## Življenje
Pisateljica se je rodila leta 1936 na Dunaju. Po srednji šoli je študirala grafično oblikovanje na akademiji za umetnost in delala kot pripravnica v enem izmed avstrijskih dnevnih časopisov. Pisateljsko kariero je začela, sicer dokaj neopazno, med kratkim, a nesrečnim obdobjem svojega življenja v šestdesetih letih, ko je bila gospodinja in takrat že mati dveh otrok. Prvo knjigo z imenom Ognjeno rdeča Friderika (Die feuerrote Friederike) je napisala leta 1970, ki jo je sama tudi ilustrirala. V svojih delih se dotika tematik, kot so rasizem, diskriminacija, upornost avtoritetam, nesramežljivo pa tematizira tudi spolnost in druge tabu teme. Prav tako piše o družinskih odnosih oziroma tipičnih družinskih konfliktih, ki vključujejo ločitev staršev, pobegle otroke in restriktivne babice. Večkrat se dotika tudi tematik o predsodkih, vražah, nehumanosti in vojni. Piše tudi o šoli, vzgoji in prijateljstvu, ki jih predstavi na duhoven način. Poudarja človeške slabosti, ki jih ima vsakdo ter jih zato sprejema in ne obsoja. Čeprav primarno piše za otroke in mladino, lahko v njenih delih uživajo vse generacije. Njen pacifistični odnos je najbolje viden v avtobiografskem romanu z imenom Maikäfer flieg!, kjer opisuje njeno življenje na Dunaju proti koncu druge svetovne vojne. Primarni cilj za avtorico pa je zabavanje njenih bralcev. Da bi to dosegla, družbeno sporočilo prekrije s plaščem čarovnije, fantazije in groteske. 

## Dela
- Ognjeno rdeča Friderika (Die feuerrote Friederike, 1970)
- Konrad ali otrok iz pločevinke (Konrad oder Das Kind aus der Konservenbüchse, 1975)
- Fant za zamenjavo (Das Austauschkind, 1982)
- Tako in tako in sploh (Sowieso und überhaupt, 1991)
- Vila Henrieta (Villa Henriette, 1996)
- Pavli Puding nepridipravom meša štrene (Pudding-Pauli rührt um, 2009)
- Bavbrdav (Die Sache mit dem Gruselwusel, 2009)
- Capasta Loreta (Lumpenloretta, 2010)
- Dobri zmaj in hudobni zmaj (Guter Drache, Böser Drache, 2012)
- Ko se je moj oče hotel poročiti z materjo Anne Lachs (Als mein Vater die Mutter der Anna Lachs heiraten wollte, 2013)

### Zgodbe o Francu
- Franceve čvekaške zgodbe (Geschichten vom Franz, 1984)
- Franceve nove zgodbe (Neues vom Franz, 1985)
- Franceve šolske zgodbe (Schulgeschichten vom Franz, 1987)
- Franceve nove šolske zgodbe (Neue Schulgeschichten vom Franz, 1988)
- Franceve počitniške zgodbe (Feriengeschichten vom Franz, 1989)
- Franceve bolezenske zgodbe (Krankengeschichten vom Franz, 1990)
- Vse o Francu (Allerhand vom Franz, 1991)
- Franceve božične zgodbe (Weihnachtsgeschichten vom Franz, 1993)
- Franceve televizijske zgodbe (Fernsehgeschichten vom Franz, 1994)
- Franceve pasje zgodbe (Hundegeschichten vom Franz, 1996)
- Franceve dojenčkove zgodbe (Babygeschichten vom Franz, 1998)
- Francove zgodbe z dedkom (Opageschichten vom Franz, 2000)
- Franceve nogometne zgodbe (Fußballgeschichten vom Franz, 2002)
- Franceve zgodbe s konji (Pferdegeschichten vom Franz, 2003)
- Druge Franceve nogometne zgodbe (Neue Fußballgeschichten vom Franz, 2006)
- Franc na šolskem izletu (Franz auf Klassenfahrt, 2007)
- Franceve detektivske zgodbe (Detektivgeschichten vom Franz, 2010)
- Franceve prijateljske zgodbe (Freundschaftsgeschichten vom Franz, 2011)

### Mini
- Mini sreča Božička (Mini trifft den Weihnachtsmann, 1992)
- Mini gre v šolo (Mini muss in die Schule, 1992)
- Mini gre na morje (Mini fährt ans Meer, 1992)
- Mini in muca Maca (Mini und Mauz, 1992)
- Mini ima talent (Mini ist die Größte, 1993)
- Mini mora na smučanje (Mini muss Ski fahren, 1994)
- Mini razreši kriminalni primer (Mini erlebt einen Krimi, 1996)
- Mini ni strahopetka (Mini ist kein Angsthase, 1997)
- Mini se zaljubi (Mini ist verliebt, 1999)
- Mini in tatvina (Mini unter Verdacht, 2007)